# Teodefrido
Teodefrido (latino: Theodefridus; fl. VI secolo) è stato un duca franco degli alemanni nella diocesi di Avenches fino al 573, quando Mario divenne vescovo assumendosi i compiti secolari della diocesi..

## Storia
Mario, nel suo Chronicon, cita cinque duchi che governarono Avenches tra il 548 ed il 573. Teodefrido fu l'ultimo di questi, e successore di Vaefar. Mario lo definisce un Franco, ma Agazia ha portato alcuni a credere che si trattasse di un alemanno.

## Fonti
- Dieter Geuenich, Geschichte der Alemannen, Verlag Kohlhammer: Stuttgart, 2004, ISBN 3170182277